# Cyanistes teneriffae
Cyanistes teneriffae là một loài chim trong họ Paridae.

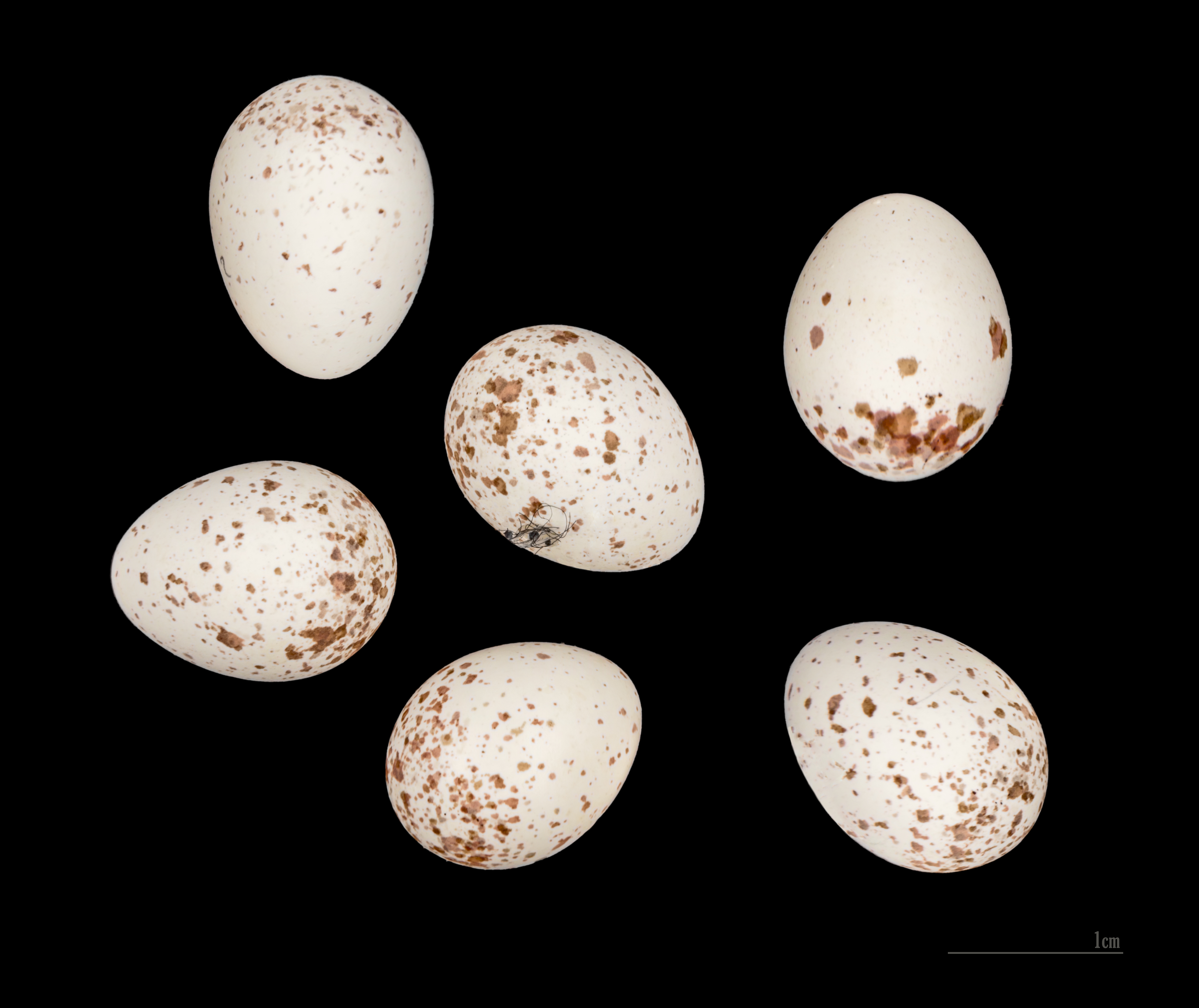
Cyanistes teneriffae